# وقف إلكتروني
الأوقاف الإلكترونية أوالأوقاف الرقمية جزء من الوقف بمعناه العام، إلا أنه يختص عن الأوقاف المعتادة ببعض السمات، وهو كل ما أنشئ أو وضع في الأجهزة الرقمية؛ كالحاسب والجوال، من كتب، ومواقع الشبكة العنكبوتية والوسائط المرئية والمسموعة وغيرها، فهي إذا محتوى رقمي موقوف، وليس له عين ملموسة يمكن وقفها، وإنما تمثيل للحق المعنوي لصاحبه، بحيث يكون وقفه بوقف الحق المعنوي لصاحبه.

## تعريف الوقف الإلكتروني أو الرقمي
الوقف الإلكتروني: مصطلح جديد ظهر نتيجة للتطور الهائل في مجال التقنية، ولكونه من المستجدات العصرية في باب الوقف ولا زالت الأبحاث العلمية فيه قليلة، ويعرف بأنه كل حق معنوي وقف بصيغة رقمية عبر وسيط مناسب، للإفادة منه أو من ريعه، ويختلف عن الأوقاف المعتادة بأنه ليس وقفا لأمر مادي محسوس، وإنما هو وقف لحق معنوي يظهر في شكل محتوى رقمي، أو هو حبس المواد الإلكترونية كالملفات والكتب والمواد الإلكترونية الأخرى و تسبيل منفعتها لوجه الله.

## الشروط التي يلزم مراعاتها في الوقف الإلكتروني
1. أن تتوفر فيه شروط الوقف المعتاد، ومن أبرزها: أن يكون الواقف أهلا للتبرع، وملكية الواقف لما يريد وقفه أو الإذن له بالوقف من مالكه، وأن يكون على جهة يصح الوقف عليها، وكون الوقف على بر أو معروف أو مصلحة، وعدم اشتراط ما ينافي الشرع أو الوقف، وأن يكون بصيغة مقبولة شرعا.
2. أن يكون الوقف الرقمي نافعا بمحتواه أو ريعه وألا يدخل فيه محرم لا في إنشائه، ولا في دعمه، ومن ذلك:
- في الإنشاء: سرقة أسماء النطاقات، والتسجيل بطرق غير مسموحة، واستخدام برامج غير مرخصة.
- وفي المحتويات: وجود محتويات محرمة كالصور غير المحتشمة، أو نشر کلام آراء مخالفة للشرع.
- وفي الدعم: دعمه بإعلانات تحوي أمورا محرمة.[11]

## من صور الأوقاف الإلكترونية أو الرقمية
أولاً: الموقع الإلكتروني: مجموعة المعلومات والخدمات والوسائط والمستندات التي يجمعها (خادم) متصل بشبكة الإنترنت، فالموقع شبيه بالوعاء؛ فيمكن أن يحوي أشكالا متنوعة من الخدمات والملفات، وعرّف النظام السعودي لمكافحة جرائم المعلوماتية الموقع الإلكتروني بأنه: مكان إتاحة البيانات على الشبكة المعلوماتية من خلال عنوان محدد.
ثانياً: الحساب الإلكتروني: حق استخدام منفعة معينة في الموقع إلكتروني، يعطى صاحبه معرفاً فريداً يخصصه الموقع الإلكتروني له، ويُحمى عادة بكلمة مرور، ليعطي لكل من سجل في الموقع هوية خاصة، ويمكنه من التفاعل مع الموقع والاستفادة منه، أو يتيح له المشاركة ضمن الموقع وإثراءه.
ثالث: البرنامج الإلكتروني: مجموعة التعليمات المنطقية، المصوغة بإحدى لغات الحاسبة لتؤدي عملاً أو أكثر، ولها واجهة يتعامل معها المستخدم مثل: برامج العرض والتحرير والتصميم، والبرامج المتعلقة بالشبكات، وبرامج الحماية والتحسين على النظم، والتطبيقات الإلكترونية مثل: تطبيق المصحف الإلكتروني.

## أبرز مميزات الأوقاف الإلكترونية أو الرقمية
1. إمكانية نسخها وتكرارها وتحويلها إلى أشكال أخرى والقدرة على الوصول لها من أي مكان.
2. سهولة حفظها ونشرها وإرسالها وتوزيعها وإمكانية تحديثها وتصحيحها والإضافة عليها.
3. القدرة على الوصول إليها من أجهزة مختلفة وسهولة التعامل معها والاستفادة منها، وإمكانية الكسب المادي.
4. قدرة كثير من أنواعها على إفادة عدد كبير من الناس في نفس الوقت على اختلاف بلدانهم ولغاتهم وتسهيلها لخدمة الناس، والوصول إلى المعلومات والإفادة منها، وتجاوزها حدود الدول واللغات.

## أبرز سلبيات الأوقاف الإلكترونية أو الرقمية
1. اقتصارها على الجانب المعرفي بسبب ارتباطها بالعالم الرقمي وبعدها عن الواقع الملموس.
2. السهولة النسبية في سرقتها أو تعطيلها أو تخريبها وعدم القدرة على الوصول إليها في المناطق التي لا تتوفر فيها الكهرباء والبنية التحتية اللازمة.
3. ارتباطها بالعالم الرقمي، فلا يمكن للشخص الاستفادة منها إلا بوجود الأجهزة التي تمكنه من ذلك.
4. سهولة ضياعها عند التفريط وحاجتها للتطوير والحماية المستمرة.[14]

## الضوابط الفقهية المتعلقة بالوقف الإلكتروني
- مبنى الوقف على مراعاة المصلحة: إن علة الوقف وجود المصلحة فيه للناس من حيث المعاش والمعاد، قال ابن تيمية:" فإن أصله في هذا الباب مراعاة مصلحة الوقف، واعتبار مصلحة الناس، فإن الله أمر بالصلاح ونهى عن الفساد وبعث رسلة بتحصيل المصالح وتكميلها وتعطيل المفاسد وتقليلها،[15] فاستخدام التطور التكنولوجي في أعمال الوقف من أهم الأمور التي تعود بالنفع على الناس، ولا يقتصر الأمر على نفع المجتمع الذي يعيش فيه المرء، بل من الممكن إيصال النفع إلى كثير من الناس في أماكن مختلفة من العالم عن طريق التواصل معهم عبر التطبيقات الإلكترونية.[16]
- وقف المعصية لا يصح: الوقف على مالا قربة فيه لا يصح،[17] وقال الشافعي وأحمد فإن عرا عن المعصية ولا ظهرت القربة صح لأن صرف المال في المباح مباح وكرهه مالك لأن الوقف باب معروف فلا يعمل غير معروف.[18]
- وقف مالا ينتفع به لا يصح: لا يصح وقف مالا ينتفع به،[19] لأن مقصود الوقف إنما هو التقرب إلى الله وحصول الثواب للواقف، ولا يكون الوقف محصلا الثواب إلا إذا كان على الجهة الخيرية.[20]
- جواز وقف حقوق الارتقاء: وحقوق الملكية الفكرية المشروعة وبراءة الاختراع وحق التأليف الذي يشمل العمل الثقافي والروائي والأعمال الفنية والتسجيلات الصوتية وخزائن المعلومات.[21][22]

## وصلات خارجية
موقع واقف : الأوقاف الإلكترونية ، بحث منشور في مجلة البحوث الإسلامية ، العدد 119 ،1440 هـ ، تصدرها الأمانة العامة لهيئة كبار العلماء ، المملكة العربية السعودية